# Арыс (городская администрация)
Городска́я администра́ция Арыс, или го́род Арыс (каз. Арыс қалалық әкімдігі) — административно-территориальная единица Туркестанской области. Административный центр — город Арыс.
Население — 65463 человека (2009; 62496 в 1999).
В 2013 году в состав ещё тогда Арысского района включена территория с площадью 1313 км², а именно Ходжатогайский сельский округ Отырарского района.

## Состав
В состав администрации входят город Арыс и 5 сельских округов:
- Арыс (каз. Арыс) — город, административный центр администрации.
- Онтам (каз. Онтам) — село.
- Баиркумский сельский округ (каз. Байырқұм ауылдық округі). Административный центр — село Баиркум (каз. Байырқұм).
- Дармениский сельский округ (каз. Дәрмене ауылдық округі). Административный центр — село Дармино (каз. Дәрмене).
- Жиделинский сельский округ (каз. Жиделі ауылдық округі). Административный центр — село Жидели (каз. Жиделі).
- Монтайтасский сельский округ (каз. Монтайтас ауылдық округі). Административный центр — село Монтайтас (каз. Монтайтас).
- Ходжатогайский сельский округ (каз. Қожатоғай ауылдық округі). Административный центр — село Ходжатогай (каз. Қожатоғай).